# VDI

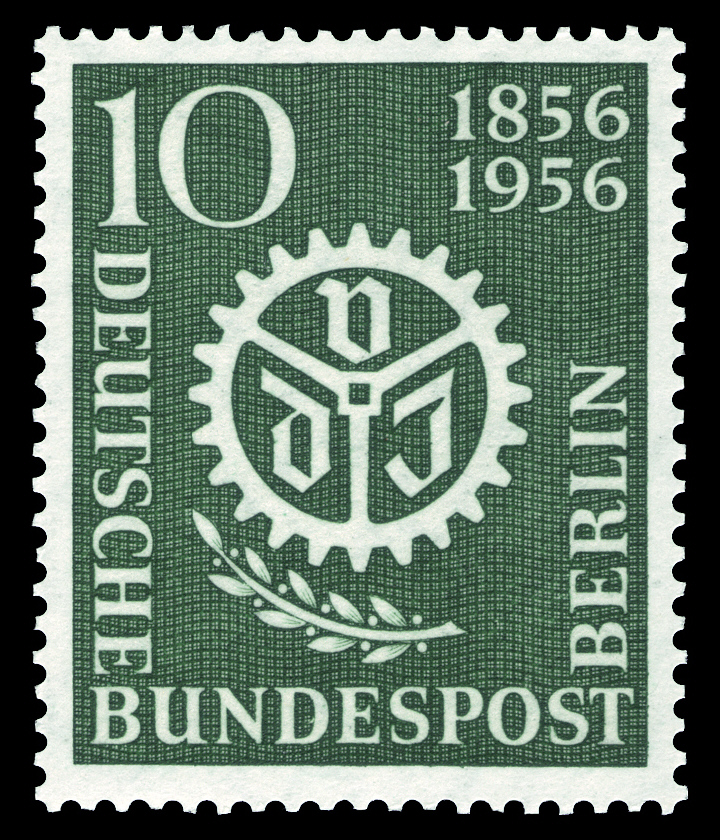
Timbru comemorativ german, 1856-1956

VDI este o prescurtare în germană de la Verein Deutscher Ingenieure (Asociația Inginerilor Germani); VDI se pronunță în original /fau de i/ (v. AFI).
Înființată în 1856, VDI este astăzi cea mai mare asociație de ingineri din Europa. Rolul VDI în Germania este comparabil cu cel al American Society of Civil Engineers (Asociația Americană a Inginerilor din Construcții - ASCE) în Statele Unite. Sediul VDI este la Düsseldorf.
Asociația promovează progresul tehnologic și reprezintă interesele inginerilor și ale ingineriei în Germania.
Această organizație care cuprindea în 2007 peste 132.000 de ingineri și oameni de știință a ajuns în 2015 la peste 154.000 de membri.